# Lights Camera Action
Lights Camera Action è un singolo della cantante australiana Kylie Minogue, pubblicato il 27 settembre 2024 come primo estratto dal diciassettesimo album in studio Tension II.

## Antefatti e descrizione
Il 19 settembre Minogue ha annunciato sui social media il suo diciassettesimo album in studio Tension II, secondo atto del precedente progetto discografico Tension, e il relativo tour internazionale Tension Tour. Il 20 settembre ha annunciato il singolo principale dell'album Lights Camera Action.

La canzone, scritta dalla stessa cantante con Ina Wroldsen e Lewis Thompson, produttore del brano, è stata descritta dalla Minogue a Vogue Singapore:

## Video musicale
Il video musicale, diretto da Sophie Muller, è stato pubblicato sul canale YouTube della cantante in concomitanza con l'uscita del singolo.

## Tracce
Testi e musiche di Kylie Minogue, Ina Wroldsen e Lewis Thompson.
1. Lights Camera Action – 2:42
2. Lights Camera Action (extended mix) – 3:55
3. Lights Camera Action (Confidence Man remix) – 4:27
4. Lights Camera Action (Zach Witness remix) – 4:02
5. Lights Camera Action (Jaconda remix) – 2:50

## Classifiche
| Classifica (2024) | Posizione massima |
| ----------------- | ----------------- |
| Regno Unito       | 59                |